# Leporinus subniger
Leporinus subniger är en fiskart som beskrevs av Fowler, 1943. Leporinus subniger ingår i släktet Leporinus och familjen Anostomidae. Inga underarter finns listade i Catalogue of Life.